# Ксилоболюс панцирный
Ксилобо́люс па́нцирный (лат. Xylobolus frustulatus) — вид грибов-базидиомицетов, входящий в род Ксилоболюс (Xylobolus) семейства Стереовые (Stereaceae).

## Описание
Плодовые тела многолетние, распростёртые или, изредка, с узким отгибом, вскоре растрескивающиеся на полигональные части, жёсткие, деревянистые, 1—2 мм толщиной. Полигональные отдельности до 1 см в диаметре, с тёмно-коричневыми или почти чёрными зонистыми краями. Спороносная поверхность покрывает плодовые тела, ровная до морщинистой или бородавчатой, обычно серо-белая, оранжеватая, коричнево-оранжевая, иногда с серо-лиловатым оттенком.

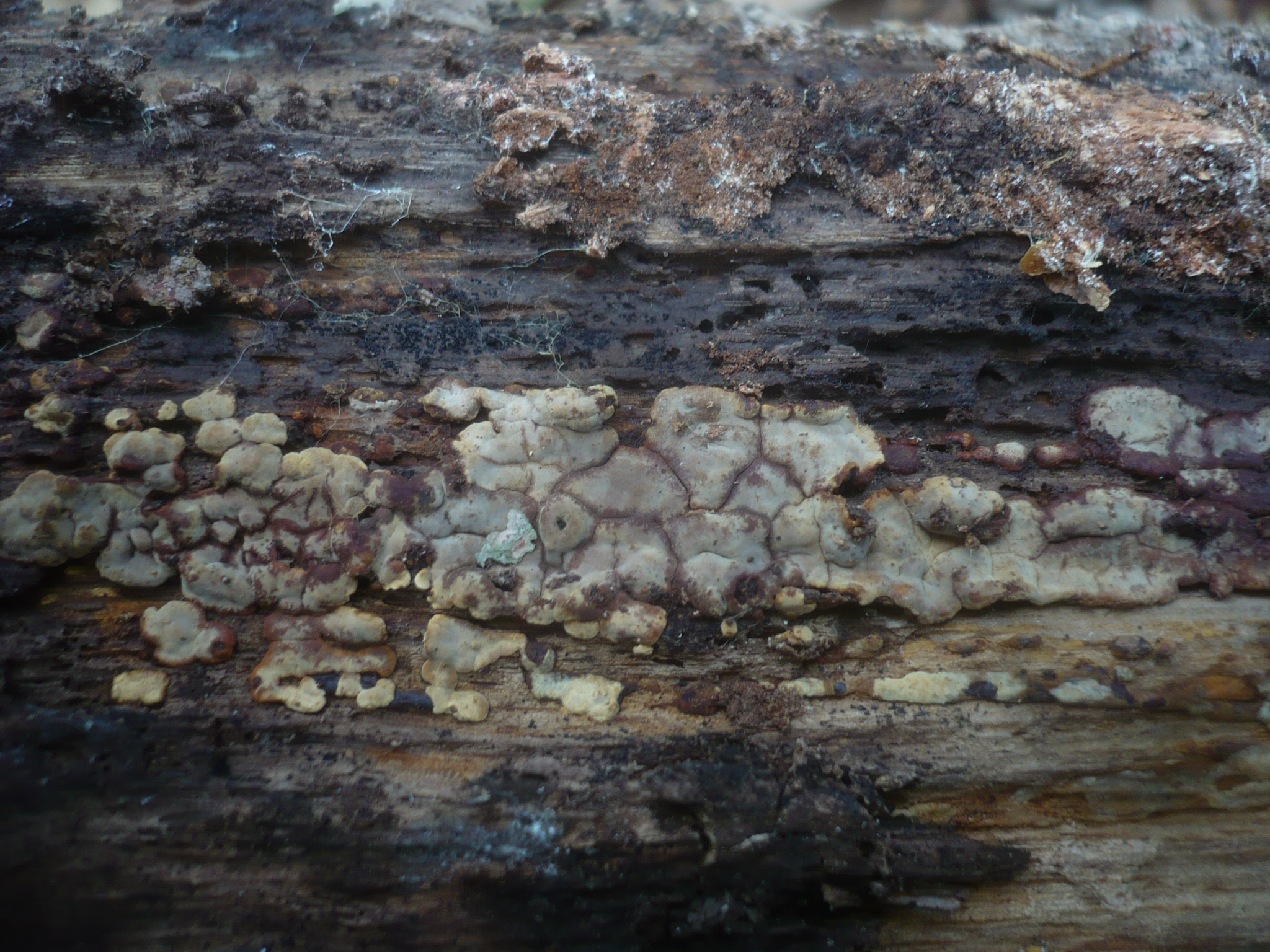

Гифальная система мономитическая, гифы вертикально расположенные, 3,5—5 мкм толщиной, септированные. Базидии узкобулавовидные, 25—30×4—5 мкм, четырёхспоровые. Споры эллиптической формы, бесцветные, амилоидные, 3,5—6×2,5—3 мкм.
Пищевого значения гриб не имеет.

## Экология и ареал
Произрастает исключительно на лишённой коры древесине дуба, на дубовом валеже, изредка — на засохших ветвях дубов.
Широко распространённый, однако довольно редкий вид, известный из Центральной, Северной и Восточной Европы, с Кавказа, из Восточной и Центральной Северной Америки, из Австралазии.

## Синонимы
- Auricularia frustulata (Pers.) Mérat, 1821
- Stereum frustulatum (Pers.) Fuckel, 1861
- Stereum frustulosum Fr., 1838, nom. superfl.
- Thelephora frustulata Pers., 1801 : Fr., 1821basionym
- Thelephora sinuans Pers., 1822
- Xylobolus frustulosus (Fr.) P.Karst., 1881, nom. superfl.
- Xerocarpus frustulosus (Fr.) P.Karst., 1882